# 滋賀県道2号大津能登川長浜線
滋賀県道2号大津能登川長浜線（しがけんどう2ごう おおつのとがわながはません）は、滋賀県大津市から長浜市を結ぶ主要地方道（滋賀県道）である。
滋賀県道では最小番号かつ最長路線。

## 概要
滋賀県大津市の国道422号唐橋西詰交点から琵琶湖の東側を通り長浜市高田町交点を結ぶ路線である。
大津市から草津市までは山手側を走り、草津市から栗東市の間は国道1号・国道8号と重複する。栗東市からはJR東海道本線（琵琶湖線）の西側を通り長浜市に至る。

### 路線データ
- 起点：滋賀県大津市唐橋町
- 終点：滋賀県長浜市高田町
- 総延長：70.2 km[注釈 1]
- 認定日：1954年（昭和29年）9月6日[1]

## 歴史
- 1954年（昭和29年）
  - 1月20日 - 建設省（現・国土交通省）が主要地方道大津能登川長浜線を指定。
  - 9月6日 - 滋賀県が路線認定（整理番号6）[1]
- 1958年（昭和33年）7月26日：彦根市池洲町 - 同市石ヶ崎町（現：馬場2丁目）までのルートを京橋南詰付近を経由するルート（のちの夢京橋キャッスルロードおよび中濠東西通り）から昭和新道を経由するルートに変更[2]
- 1960年（昭和35年）:整理番号を316へ変更。滋賀県道316号が2つ併存することとなった。
- 1970年（昭和45年）3月20日：彦根市松原町 - 同市馬場の松原橋架替の竣工[3]。
  - 架替前の松原橋は全国的に珍しい人力で旋回する方式の回転橋であり、橋脚によって運河の中心に水路の有効幅員を二分していたため内陸部にあった彦根港が湖岸に移転する原因の1つになった[4]。
- 1974年（昭和49年）6月5日：彦根市稲里町 - 日夏町間1.9 kmの道路改良工事が完成[5]。
- 1978年（昭和53年）1月13日：野洲町久野部 - 同町富並の新道1.3 kmの供用開始[6]。
- この当時、大津市から栗東町（当時）まで国道1号と重複し、栗東町小柿が実質的な起点となっていた[7]。
- 1979年（昭和54年）
  - 5月21日：草津市の渋川跨線橋（東海道本線を跨ぐ）が供用開始[8]。
  - 7月23日：当時は主要地方道345号大津信楽線の一部だった瀬田唐橋の架替が完了[8]。
- 1979年（昭和54年）7月30日：米原町磯（当時）の集落を迂回するバイパス1.9 kmの供用開始[8]。
- 1983年（昭和58年）3月4日 - 大津市起点を唐橋町に変更し、大津市～草津市は山手幹線経由に。
- 1988年（昭和63年）8月29日：京滋バイパス瀬田東ICの供用に合わせて、山手幹線の一部分である大津市瀬田神領町 - 同市南大萱町の1.7 kmの供用開始[9]。
- 1989年（平成元年）11月10日：彦根市日夏町 - 同市甘呂町のバイパス1.4 kmの供用開始[10]。
- 1990年（平成2年） 9月17日：滋賀県が本路線の整理番号を316から2へ変更。
- 1993年（平成5年） 3月26日：近江八幡市加茂町の集落を迂回するバイパス1.3 kmの供用開始[11]。
- 1994年（平成6年）4月28日：山手幹線の一部分である草津市野路町 - 岡本町間2.4 kmの供用開始[12]。
- 1995年（平成7年）9月1日：野洲町野洲 - 同町市三宅（いずれも当時）の近江富士大橋を含む1.6 kmの供用開始[13]。この区間は琵琶湖大橋の4車線化工事の付帯工事として実施されている[14]。

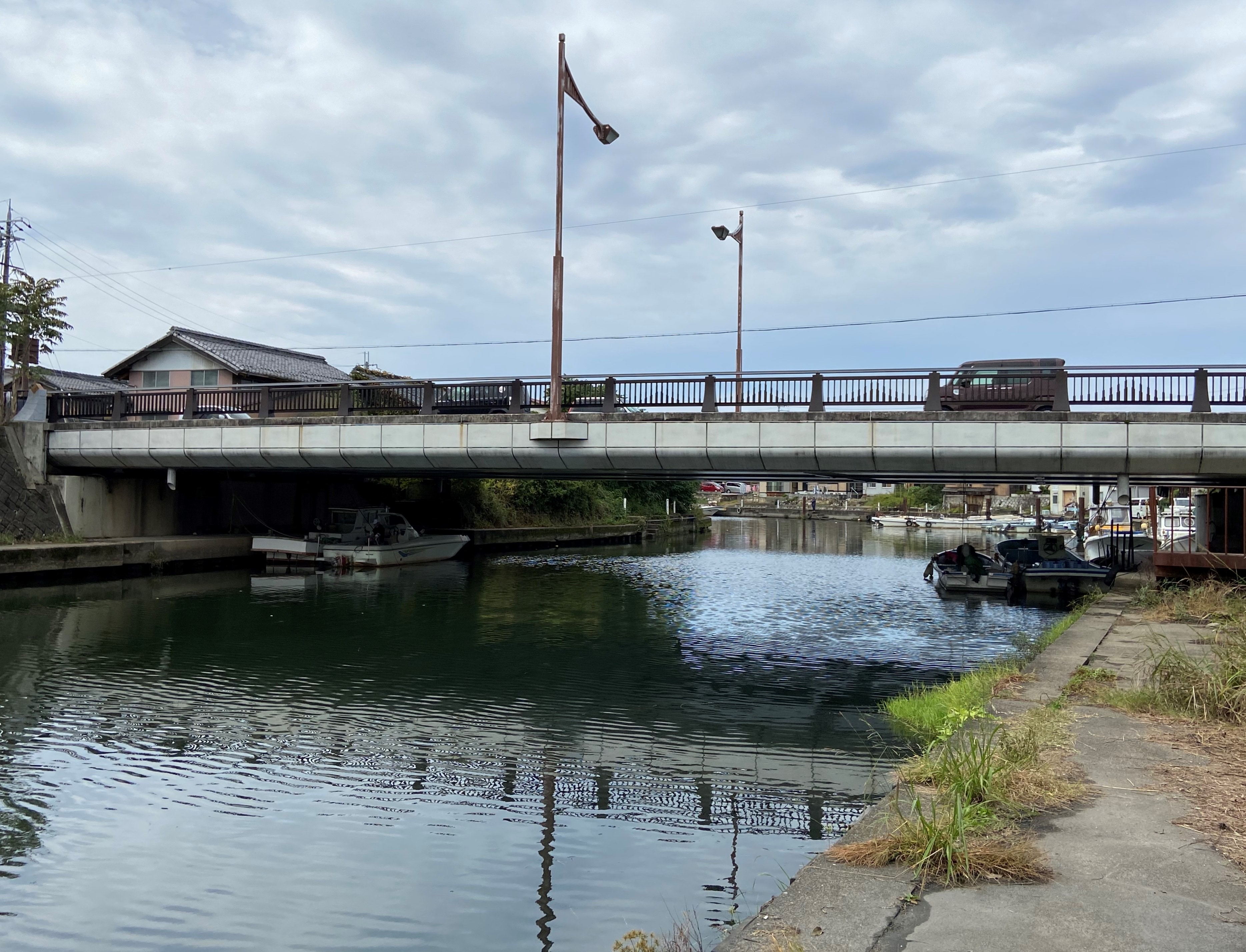
松原橋（彦根市松原町）

- 1997年（平成9年）3月27日：彦根市松原町 - 同市馬場の松原橋架替が終わり、新橋の供用開始[15]
- 2004年（平成16年）12月24日：山手幹線の一部分である草津市笠山7丁目（滋賀医科大北口交点） - 同市野路東1丁目（立命館大前交点）の0.8 kmの区間の供用開始[16][17]
- 2005年（平成17年）3月19日：滋賀県道342号草津田上インター線を介して草津田上ICと接続[18]。
- 2009年（平成21年）5月13日：仁保橋の架替が完了[19]。
- 2017年（平成29年）8月30日：彦根市甘呂町の改良済み区間前後に残されていたクランクを回避するミニバイパス0.2 kmが開通[20]。
- 2018年（平成30年）8月2日：東近江市きぬがさ町付近のバイパスが開通[21]。
- 2025年（令和7年）3月15日：川辺・目川バイパス（栗東市川辺 - 目川、310 m）が開通[22][23]。
- 2025年（令和7年）3月23日：馬場・上砥山工区（草津市岡本町 - 山寺町、1.0 km）が開通[24]。

## 路線状況
概ね片側1車線の道路で、片側2車線で整備された区間も存在する。だが、栗東市から守山市にかけた区間や彦根市内にセンターラインが敷かれていない区間も残る。

### 通称
近代以前の街道を踏襲した区間が多く、大津市唐橋西詰交点から神領交点までは東海道、栗東市から守山市吉身西交点までは中山道、野洲市から彦根市にかけては朝鮮人街道（彦根道・八幡道・京街道などとも）、彦根市内の一部は巡礼街道となっている。
その一方で、現代になってから作られた通称名も少なくない。
大津市瀬田から草津市岡本町までは山手幹線と呼ばれており、さらに草津市岡本町から栗東市上砥山までもこの路線として建設中である。この区間は栗東水口道路と調査中の大津山科バイパス（滋賀京都連絡道路）を中継する計画があるため、国道1号に編入する構想がある。
また、片側2車線も無い中山道のバイパスとして新中山道が栗東市霊仙寺交点から野洲市久野部交点までの間で走る。以前この路線は中山道を走ったが、守山市吉身西交点から野洲市久野部交点までの区間がこの県道の指定から外された。しかし、現在でも栗東市霊仙寺から守山市守山4丁目まではこの路線として指定を受けていない。

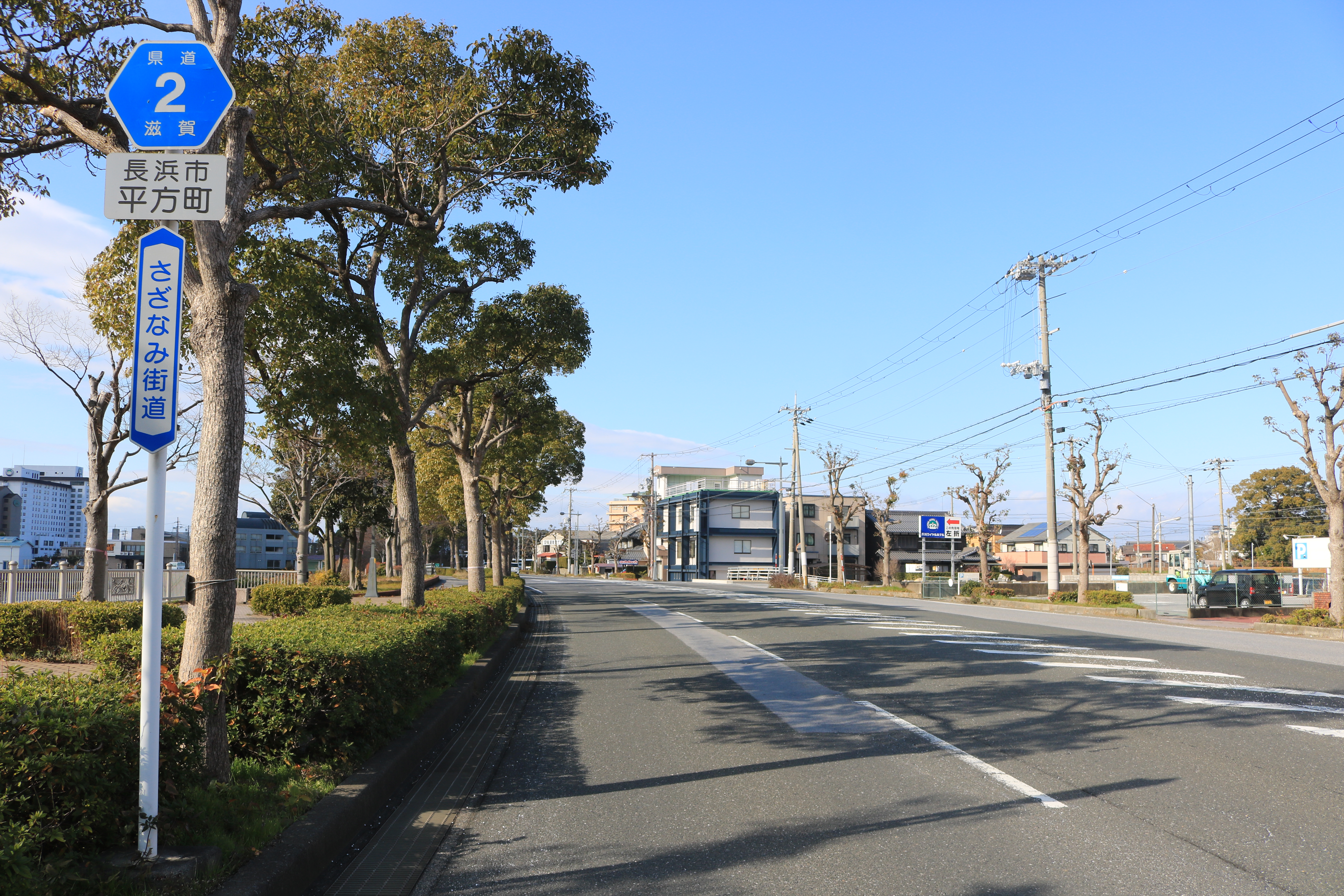
通称「さざなみ街道」の標識、長浜市平方町にて

彦根市長曽根町北交点から長浜市公園町交点にかけては湖岸道路（さざなみ街道）の一部を担っている。また彦根市の犬上川から芹川にかけては「ベルロード」と呼ばれ、本町2丁目から栄町2丁目にかけては昭和時代に彦根城の外堀を埋めて作った道路であるため「昭和新道」と呼ばれる。

### 重複区間
- 滋賀県道16号大津信楽線（大津市神領交点・瀬田南交点 間）
- 国道1号、国道8号重複（草津市草津3交点・栗東市小柿交点 間）
- 滋賀県道151号守山中主線（守山市八代・八代東交点 間）
- 滋賀県道196号三津屋野口線（彦根市日夏町中沢・日夏町島間）
- 滋賀県道197号八坂高宮線（彦根市開出今町交点・南青柳橋交点間）
- 滋賀県道528号彦根環状線（彦根市戸賀町西交点・平田町西交点間）
- 滋賀県道25号彦根近江八幡線（彦根市城町2丁目・長曽根町北交点間）
- 滋賀県道10号長浜停車場線（長浜市長浜駅前交点・元浜町 間）[注釈 3]

### 道路施設

#### 橋梁
- 瀬田の唐橋（瀬田川、大津市瀬田）
- 志津大橋（草津川、草津市東草津）
- 近江富士大橋（野洲川、野洲市野洲）
- 仁保橋（日野川、野洲市小南 - 近江八幡市十王町）
- 八幡橋（愛知川、東近江市今町 - 彦根市服部町）
- 新大山橋（宇曽川、彦根市稲里町）
- 南青柳橋（犬上川、彦根市開出今町 - 同市野瀬町）
- 池洲橋（芹川、彦根市後三条町 - 芹橋２丁目）
- 松原橋（彦根市馬場1丁目 - 松原2丁目）
- 入江橋（米原市朝妻筑摩）
- 世継橋（天野川、米原市朝妻筑摩 - 同市世継）
- 下坂浜大橋（長浜新川、長浜市下坂浜町）

#### 道の駅
- 道の駅近江母の郷（米原市）

## 地理

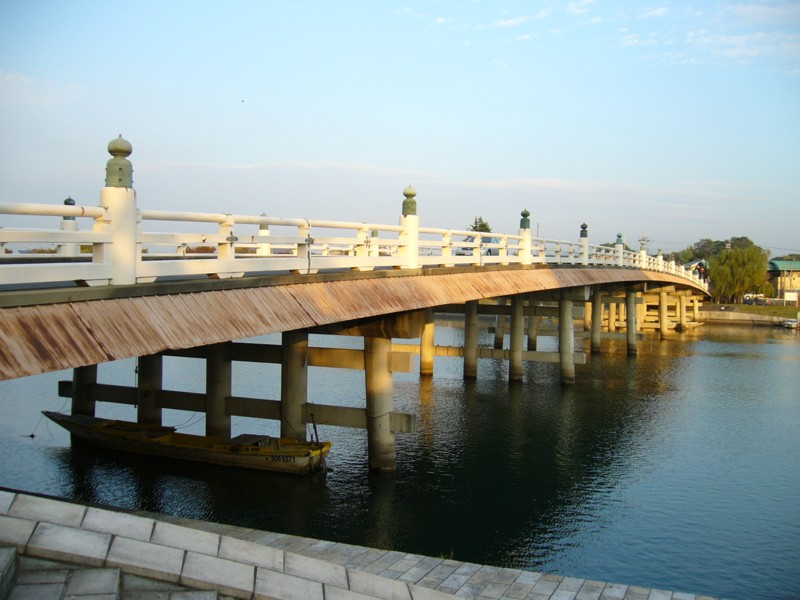
瀬田の唐橋の上を通る（大津市）

### 通過する自治体

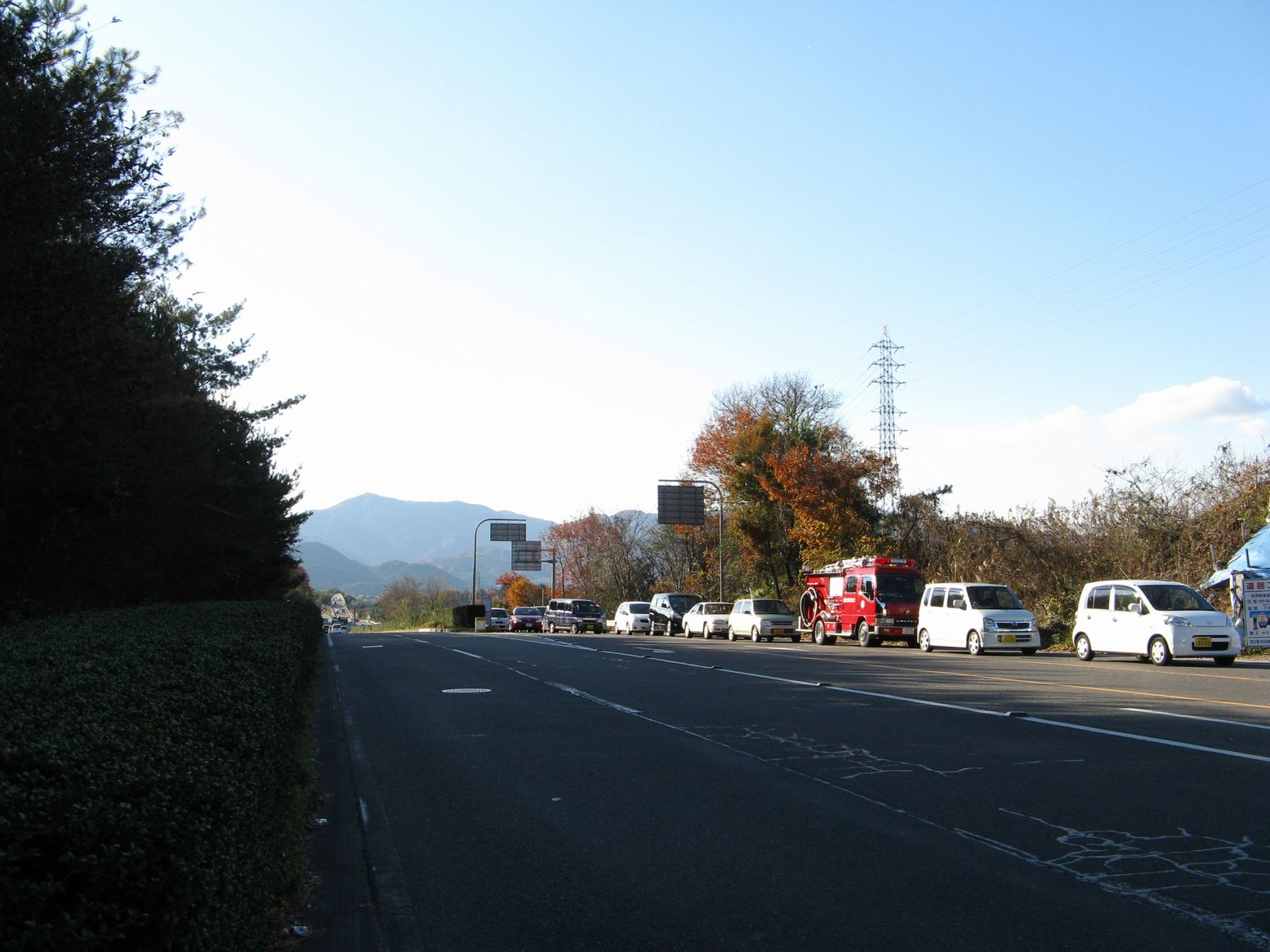
瀬田大江町交差点から西望（大津市）

- 大津市
- 草津市
- 栗東市
- 守山市
- 野洲市
- 近江八幡市
- 東近江市
- 彦根市
- 米原市
- 長浜市

### 交差する道路
大津市

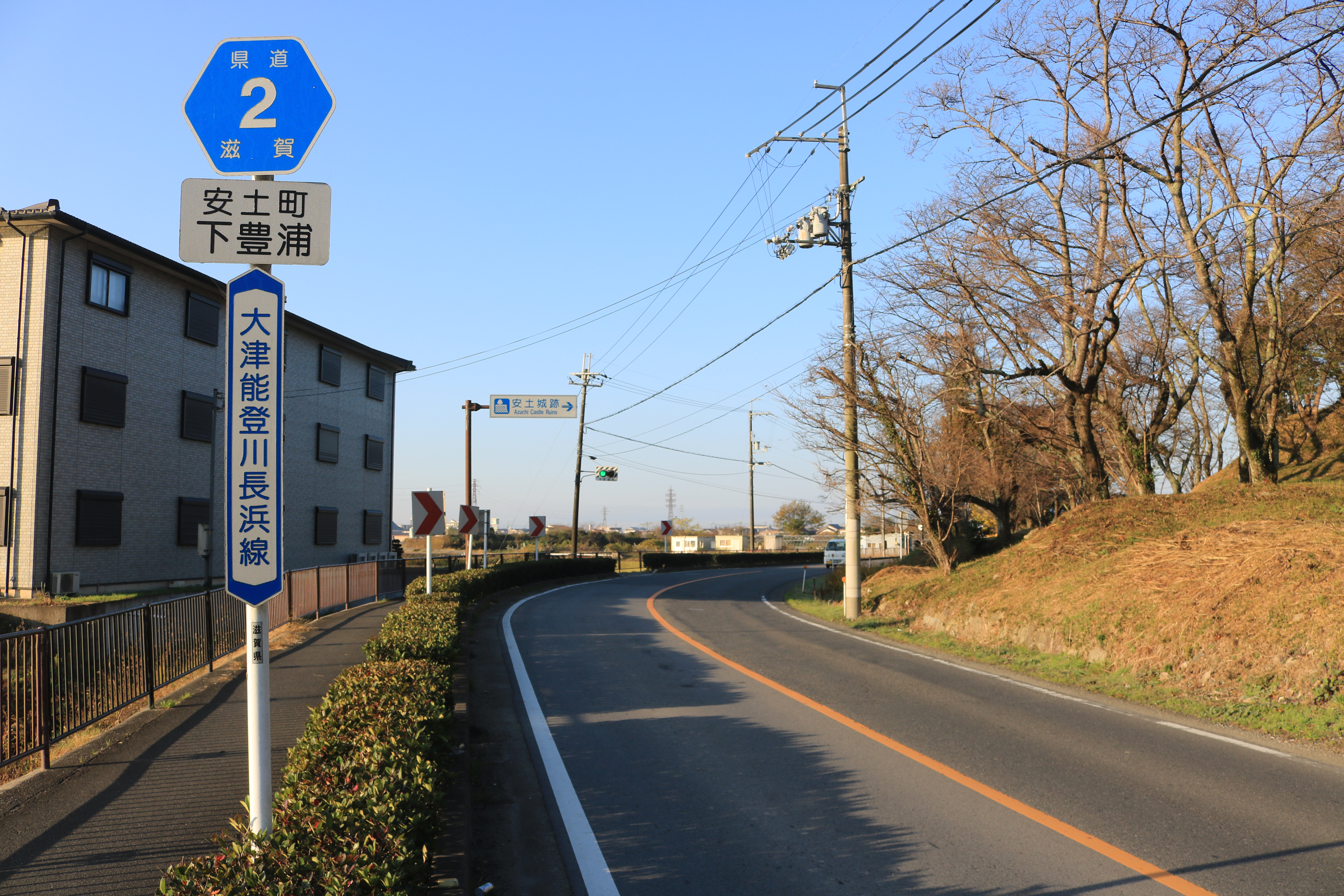
滋賀県道2号大津能登川長浜線、近江八幡市安土町下豊浦にて

- 国道422号・滋賀県道104号石山停車場線（起点）
- 滋賀県道29号瀬田大石東線（夕照の道）
- 滋賀県道559号近江八幡大津線（夕照の道）
- 滋賀県道57号瀬田西インター線
- 滋賀県道16号大津信楽線
- 国道1号京滋バイパス（瀬田神領町・瀬田東IC）

草津市
- 滋賀県道43号平野草津線（笠山・医科大学北口交差点）
- 滋賀県道342号草津田上インター線（野路町）※新名神高速道路に接続
- 滋賀県道108号南郷桐生草津線（岡本町・岡本町南交差点）
- 滋賀県道113号石部草津線（岡本町）
- 国道1号（国道8号重複）（草津三丁目・草津三丁目交差点）
- 滋賀県道141号山田草津線（同上）

守山市
- 滋賀県道31号栗東志那中線（栗東市綣6丁目・花園交差点）
- 滋賀県道145号片岡栗東線（焔魔堂町・焔魔堂町交差点）
- 滋賀県道156号守山停車場線（今宿2丁目・今宿町交差点）
- 滋賀県道146号欲賀守山甲線（守山2丁目・守山銀座西交差点）
- 滋賀県道157号高野守山線（吉身2丁目）
- 滋賀県道147号赤野井守山線（守山6丁目・元町北交差点）
- 滋賀県道11号守山栗東線〈レインボーロード〉（播磨田町・八代交差点）
- 滋賀県道151号守山中主線（播磨田町・八代東交差点）
- 滋賀県道504号小島野洲線

野洲市
- 滋賀県道155号木部野洲線（久野部・久野部交差点)
- 滋賀県道32号野洲中主線（永原・北交差点）
- 滋賀県道48号近江八幡守山線（小南・小南交差点）

近江八幡市
- 国道477号（十王町・十王町交差点）
- 滋賀県道326号大房東横関線（小舟木町・小舟木町交差点）
- 滋賀県道600号近江八幡安土能登川自転車道線〈びわ湖よし笛ロード〉
- 滋賀県道502号近江八幡停車場線〈駅前大通り〉（中村町・中村交差点）
- 滋賀県道26号大津守山近江八幡線（音羽町・音羽交差点）
- 滋賀県道600号近江八幡安土能登川自転車道線〈びわ湖よし笛ロード〉
- 滋賀県道199号下豊浦鷹飼線（安土町下豊浦・下豊浦北交差点）
- 滋賀県道511号栗見新田安土線（安土町下豊浦・下豊浦交差点）
- 滋賀県道600号近江八幡安土能登川自転車道線〈びわ湖よし笛ロード〉

東近江市
- きぬがさ街道
- 滋賀県道194号柳川能登川線（能登川町・能登川交差点）
- 滋賀県道52号栗見八日市線（山路町・能登川中前交差点）
- 滋賀県道600号近江八幡安土能登川自転車道線〈びわ湖よし笛ロード〉
- 滋賀県道192号福堂今線（今町・今交差点）
- 滋賀県道203号佐生今線（今町・今交差点）
- 滋賀県道553号今簗瀬線（今町・八幡橋南詰交差点）

彦根市
- 滋賀県道193号新海上稲葉線（上稲葉町・上稲葉交差点）
- 滋賀県道20号愛知川彦根線（彦富町・彦富町交差点）
- 滋賀県道205号賀田山安食西線（賀田山町・賀田山町交差点）
- 滋賀県道196号三津屋野口線（日夏町・日夏町中沢交差点 - 日夏町島交差点）
- 滋賀県道197号八坂高宮線（開出今町・開出今町交差点、野瀬町・南青柳橋交差点）
- 滋賀県道528号彦根環状線（平田町・平田町西交差点）
- 滋賀県道25号彦根近江八幡線〈中濠東西通り、湖岸道路〉（城町2丁目 - 長曽根町・長曽根町北交差点）
- 滋賀県道517号彦根港彦根停車場線〈城北通り〉（松原1丁目・松原橋交差点）

米原市

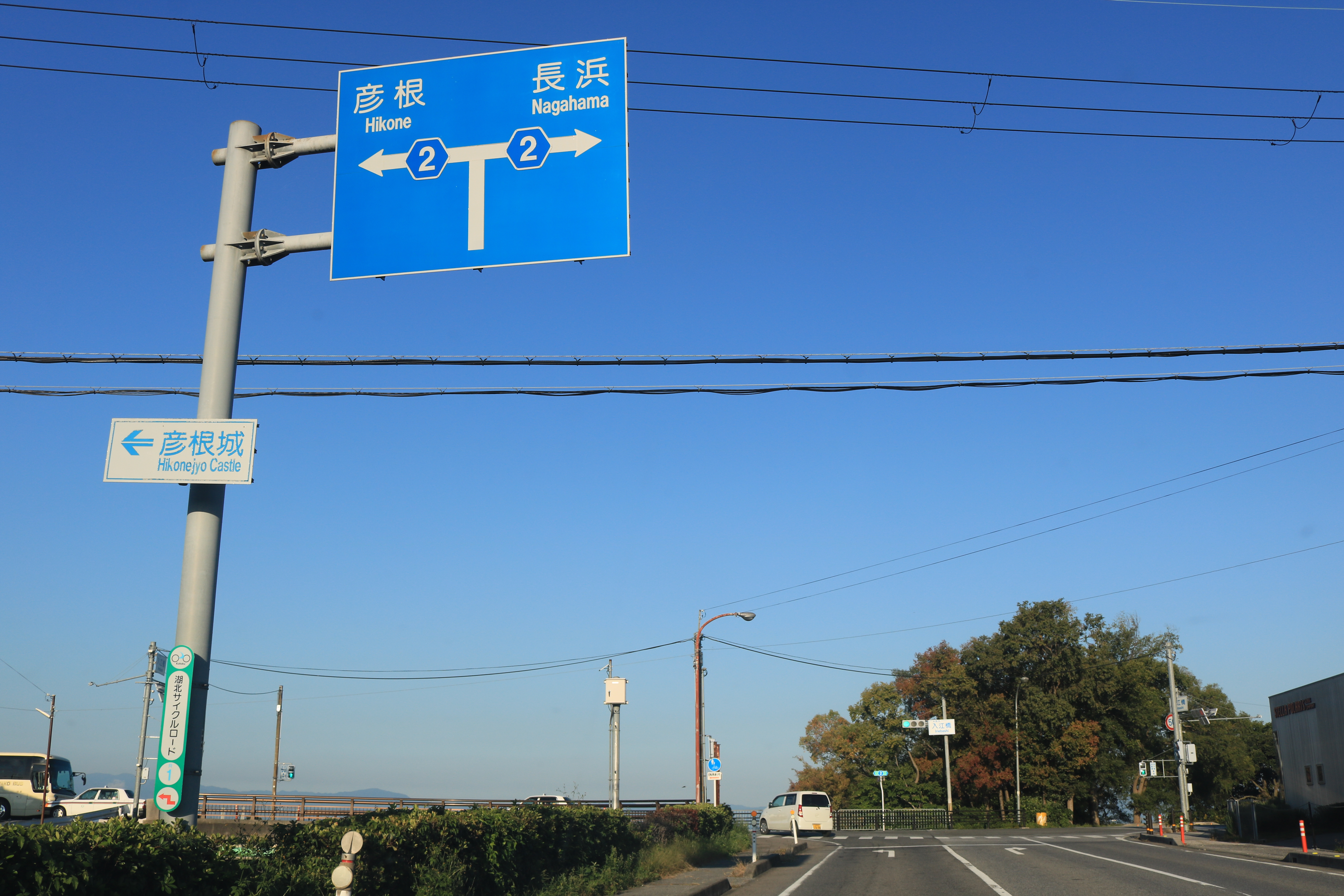
滋賀県道234号朝妻筑摩近江線との入江交差点、米原市朝妻筑摩にて

- 滋賀県道234号朝妻筑摩近江線（朝妻筑摩・入江橋交差点）
- 滋賀県道235号世継宇賀野線（世継・世継交差点）

長浜市
- 滋賀県道242号加田田村線（田村町）
- 滋賀県道236号長浜港線（港町・港町交差点）
- 滋賀県道331号湖北長浜線〈湖周道路〉（公園町・公園町交差点）
- 滋賀県道44号木之本長浜線（公園町・公園町北交差点）
- 滋賀県道509号間田長浜線・滋賀県道556号長浜近江線（高田町・高田町交差点）

### 沿線にある施設など
- 滋賀県立瀬田工業高等学校、滋賀県立瀬田高等学校
- 大宝工業関西滋賀工場
- 瀬田ゴルフコース
- 公設地方卸売市場
- びわこ文化公園（滋賀県立近代美術館、滋賀県立図書館）
- 滋賀県立東大津高等学校
- 滋賀医科大学、滋賀医科大学附属病院
- 立命館大学 びわこくさつキャンパス
- 滋賀県立草津東高等学校
- 草津市役所
- 西日本旅客鉄道（JR西日本）琵琶湖線 栗東駅
- 立命館守山高等学校
- 中山道を通る。守山市守山二丁目にて守山市役所
- 西友 野洲店
- JR琵琶湖線 野洲駅
- 野洲市役所
- 平和堂 江頭店
- 滋賀県立八幡商業高等学校
- 平和堂アル・プラザ 近江八幡店
- アヤハディオ 八幡西ノ庄店

- 安土城址
- 滋賀県立能登川高等学校
- 日本電気硝子 能登川工場
- 荒神山
- 平和堂 大藪店
- 夢京橋キャッスルロード
- 滋賀大学 経済学部
- ベイシアスーパーセンター 彦根店
- 松原水泳場

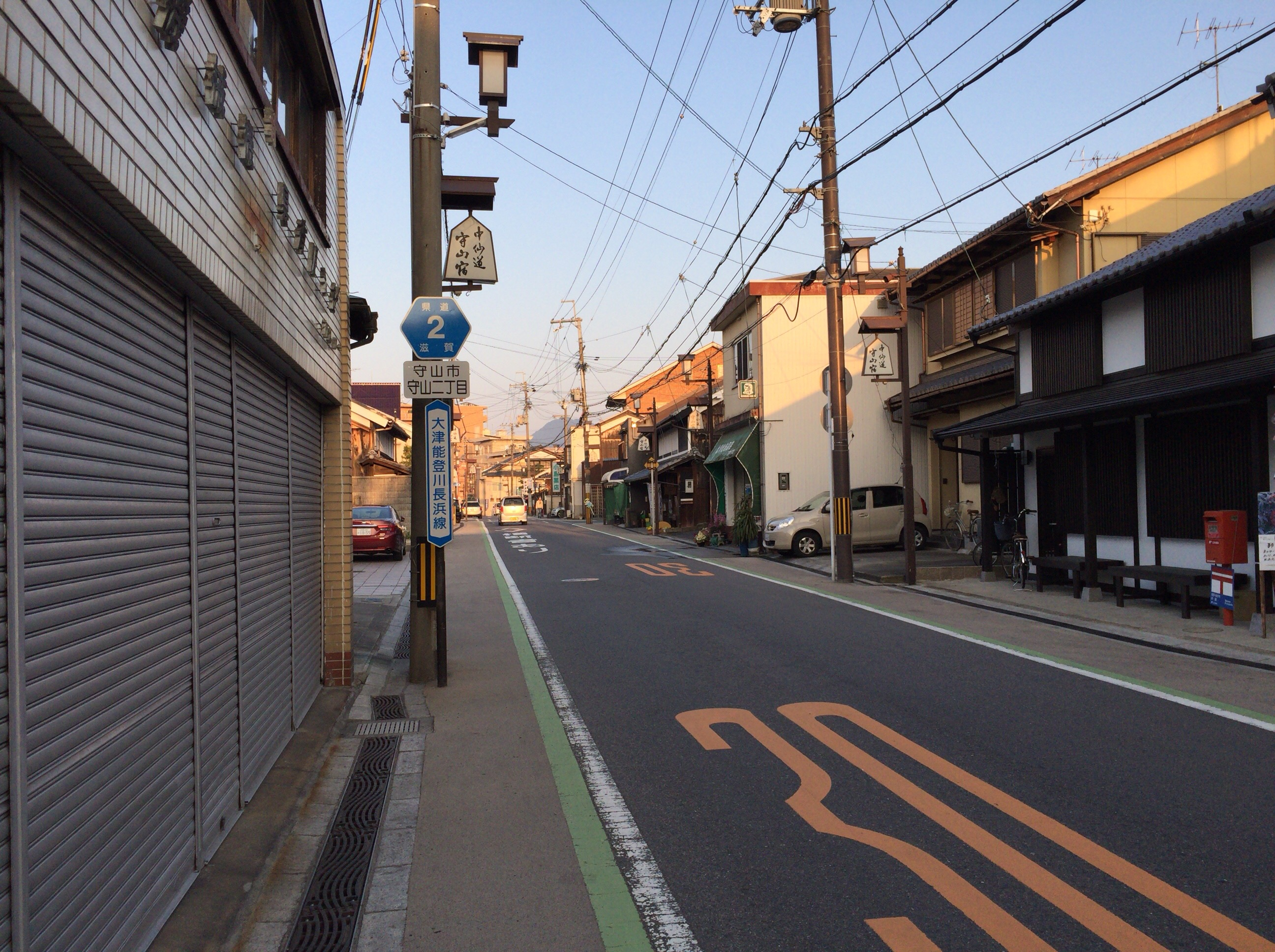
中山道を通る。守山市守山二丁目にて

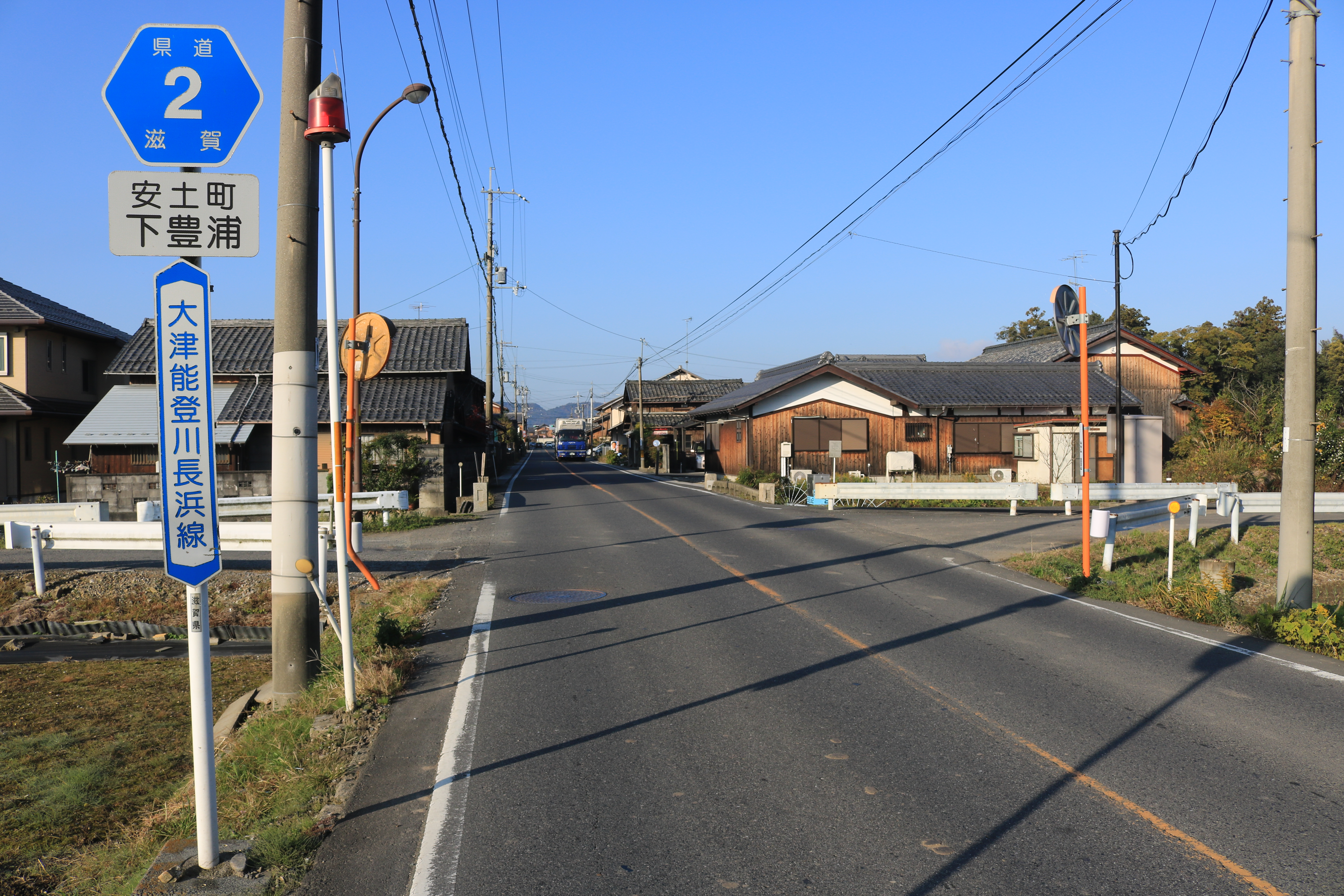
安土城址の南麓、近江八幡市安土町下豊浦にて

- 蒼（あお）の湖邸 BIWAFRONT HIKONE（ビワフロント彦根）（旧彦根ビューホテル）[32]

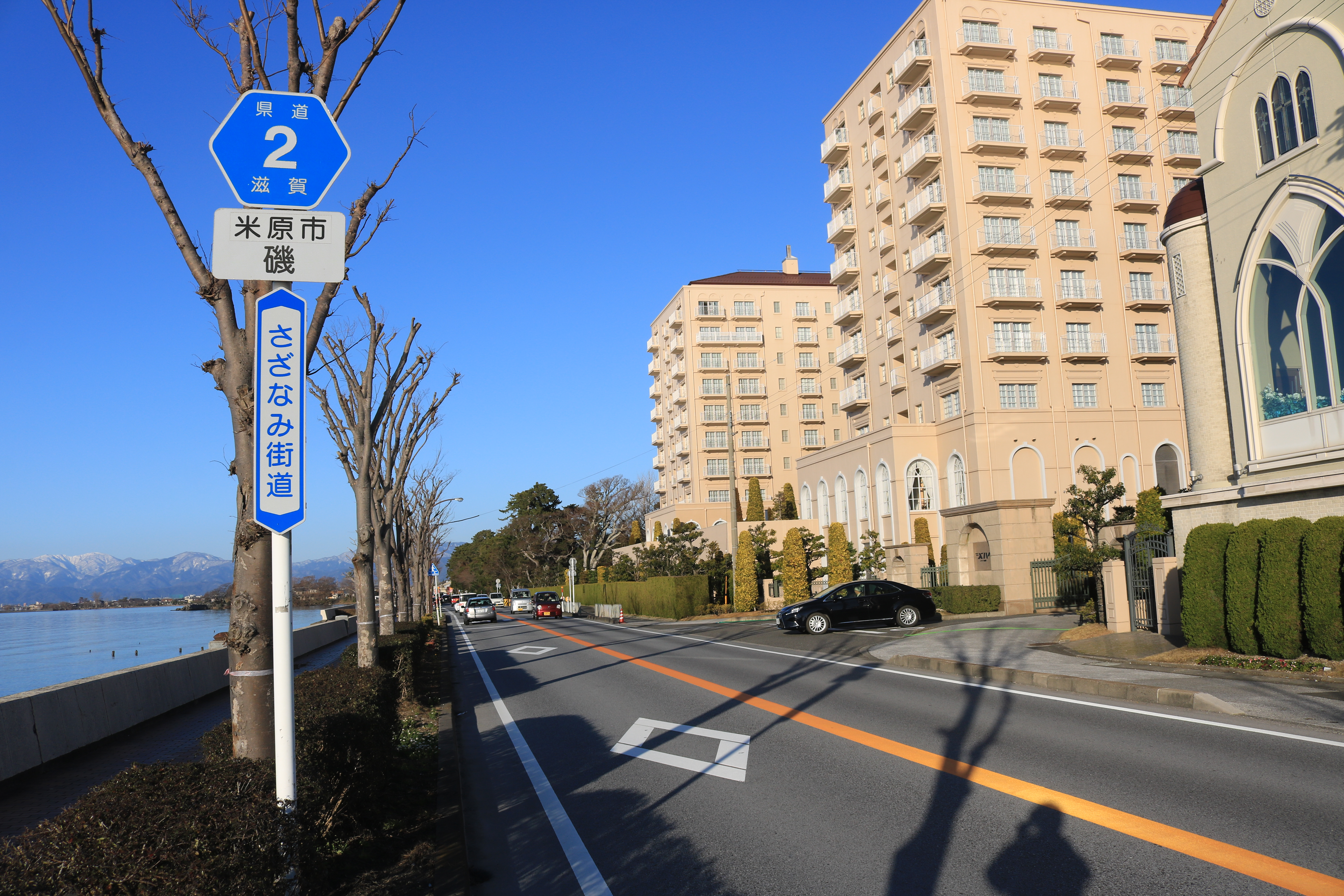
東沿線のエクシブ琵琶湖、米原市磯にて

- エクシブ琵琶湖
- 道の駅近江母の郷
- 滋賀県立長浜ドーム
- 長浜バイオ大学
- 湖北自動車教習所
- 長浜びわこ大仏
- JR琵琶湖線・北陸本線 長浜駅
- 豊公園、長浜城址
- 長浜港
- 平和堂 長浜店
- 滋賀銀行 長浜駅前支店
- 一心寺
- 長浜信用金庫 本店
- 妙心寺
- 大垣共立銀行 長浜支店
- 長浜税務署
- 長浜市立長浜小学校
- 滋賀銀行 長浜支店